# Telegrafie
Telegrafie (afgeleid van de Griekse woorden τηλε (ver) en γραφειν (schrijven)) is het overseinen van berichten zonder gebruik te maken van de informatiedrager papier, een methode die al bekend was in de oudheid. Het begrip wordt gebruikt vanaf de 18e eeuw, als de technieken voor overdracht van berichten verfijnen. Tegenwoordig wordt er vooral het versturen van gecodeerde teksten door middel van een elektrische telegraaf mee bedoeld, een door Samuel Morse uitgevonden apparaat dat elektrische stroomstootjes opwekt die door een kabel worden verzonden. Aan de hand van een eveneens door Morse ontwikkelde tabel voor het omzetten van letters en tekens in signalen, konden zo langere berichten over lange afstanden worden verstuurd. De apparaten die waren uitgevonden voor het maken van de signalen werden telegraaf genoemd, degene die de telegraaf bedient noemt men een telegrafist en het bericht dat bij de ontvanger aankwam een telegram. Om betrouwbaar telegrafieverkeer over lange afstand mogelijk te maken is naast het bestaan van de techniek een organisatie vereist, regelgeving en controle op het inhouden van de regels.  

## Geschiedenis

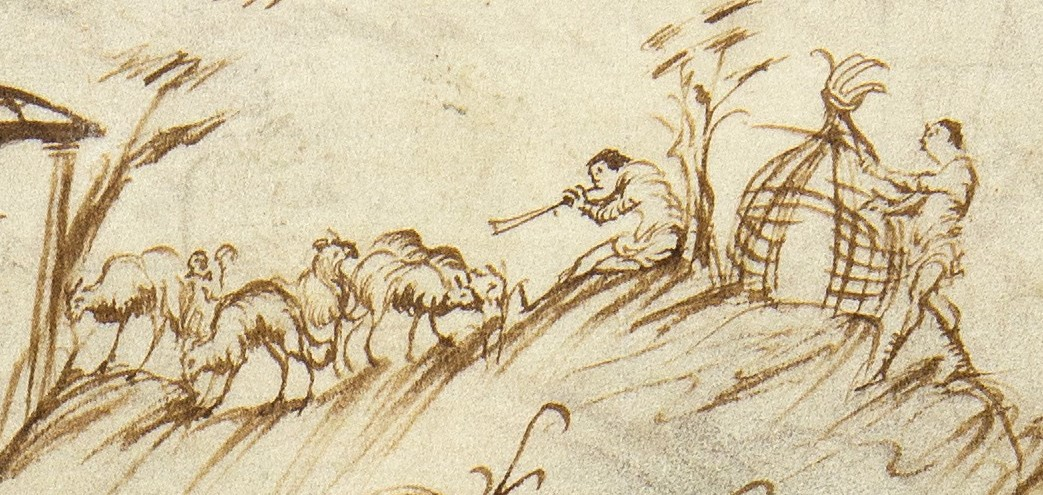
Herder blaast de hoorn, illustratie uit het Utrechts Psalter Canticum (850)

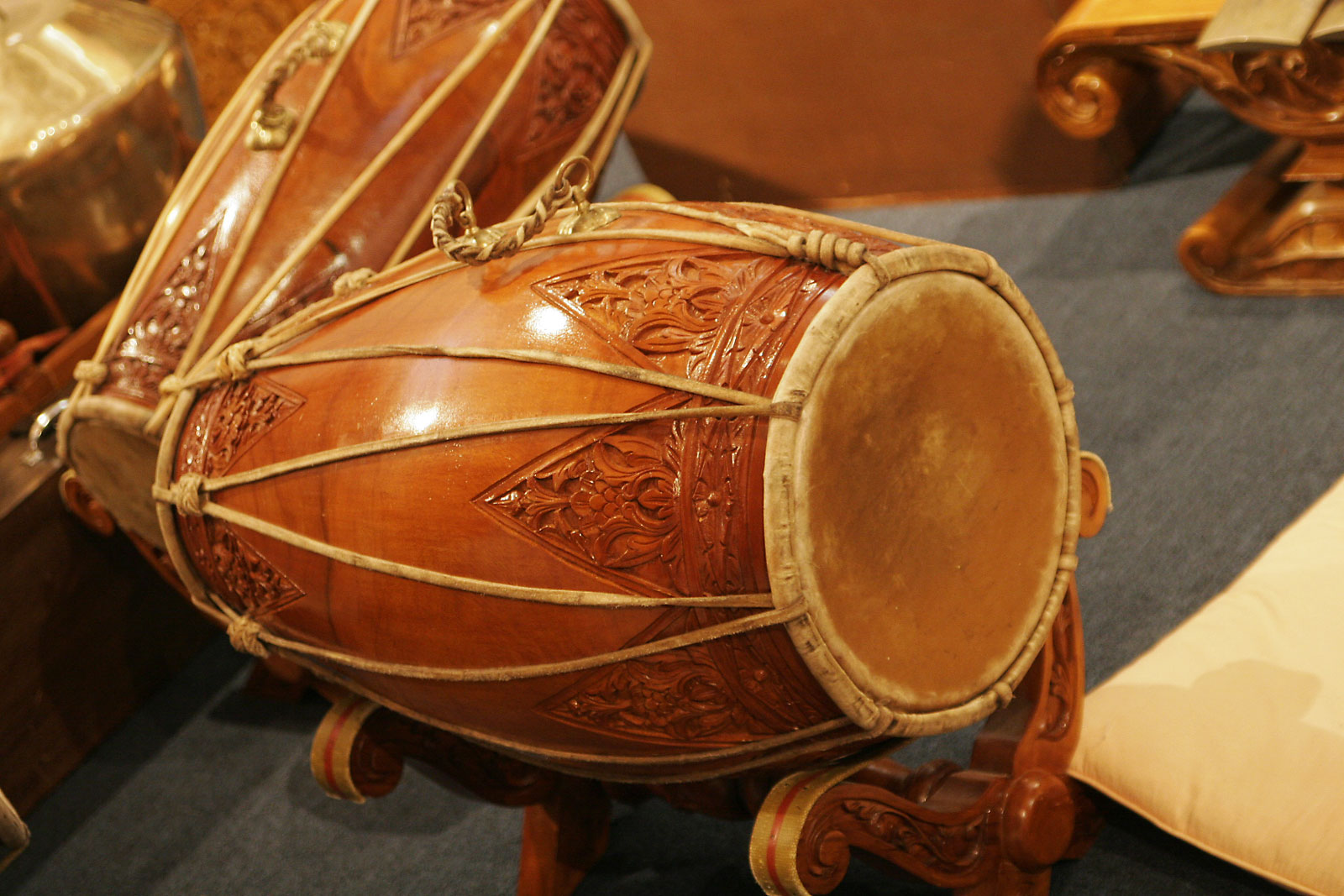
Indonesische bangla trommels

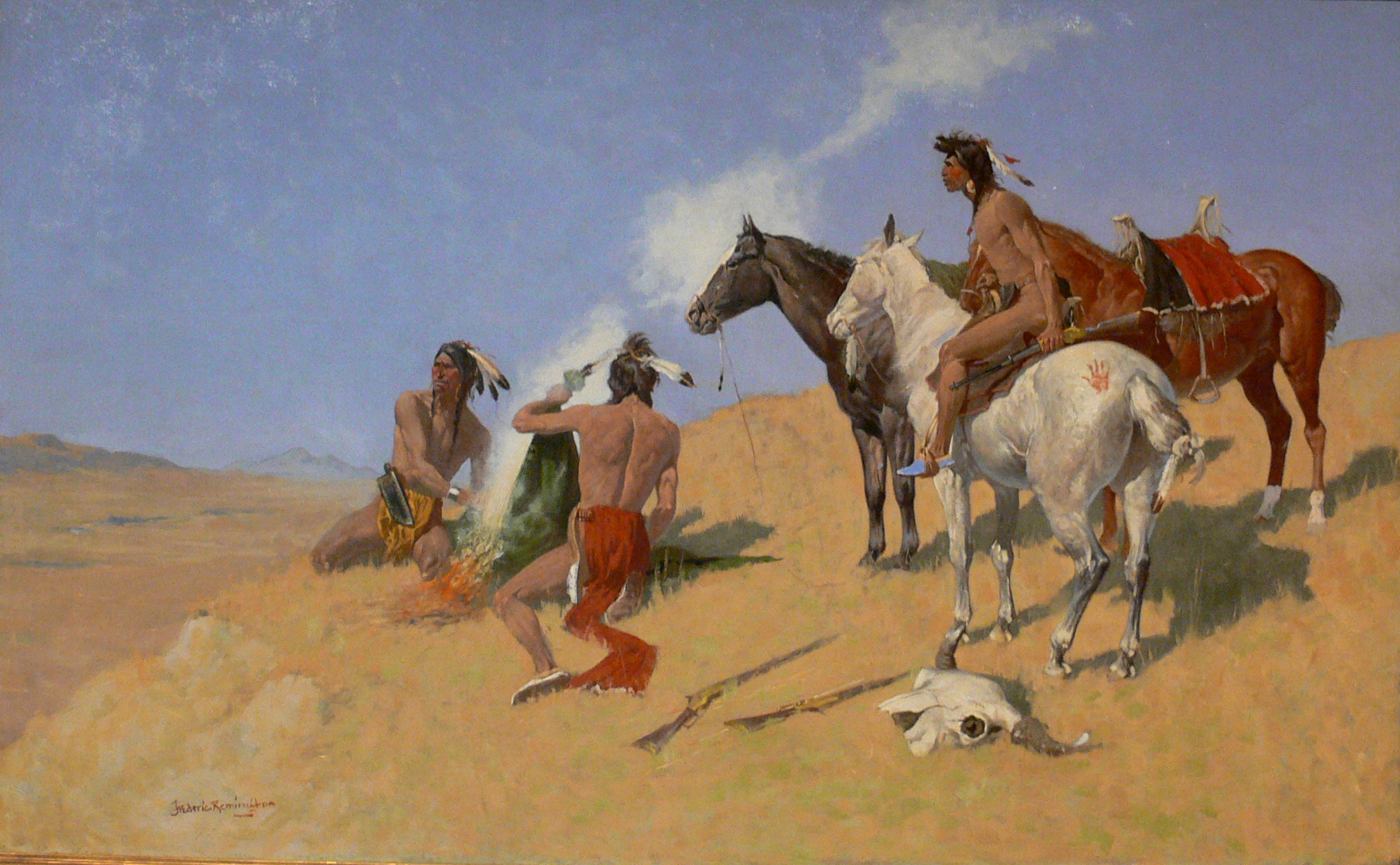
The Smoke Signal (het rooksignaal), Frederic Remington, 1905

In de loop van de geschiedenis werden voor het versturen van berichten over lange afstand verschillende technieken gebruikt, zoals optische signalen met rook en vuur vanaf hooggelegen punten, en geluidsignalen met signaalinstrumenten als trommel, hoorn of door harde keelklanken als het jodelen. Op deze manier kon men een klein aantal algemene eenvoudige berichten versturen zoals "we worden aangevallen", "kind geboren", "brand" of "etenstijd" (het vespers van kerkklokken).
Het overbrengen van berichten met behulp van vuursignalen werd beschreven door de Griekse historicus Polybius: achter een groot bord stonden twee personen die fakkels in een bepaalde positie links of rechts van het bord plaatsten, zo werden uitgebreidere berichten verstuurd. De Romeinen bouwden vanaf 150 v.Chr. signaaltorens, zoals de Magne-toren in Nîmes, en legden daarmee een uitgebreid intercontinentaal telegraafnetwerk aan.
Het begrip telegrafie kwam op in de 17e eeuw bij uitvinding van de techniek om berichten over lange afstanden te versturen door middel van optische apparaten. Met deze methodes konden korte teksten worden verstuurd, wat betekende dat er meer informatie kon worden overgedragen dan voorheen.
Startpunt van de moderne optische telegrafie was de ontwikkeling van de telescoop in 1608 door Nederlandse brillenmakers, waardoor het bereik van het menselijk zicht aanzienlijk werd vergroot. In 1684 presenteerde Robert Hooke zijn idee voor het overbrengen van ‘gedachten over lange afstanden’ aan de Royal Society in Londen, maar de technische implementatie ervan bleek problematisch. Het onderzoek was mede mogelijk gemaakt door gravin Juliana Boyle van Burlington. Grote borden met letters erop moesten met behulp van kabeltrekkers op een mast worden geplaatst en verderop met een telescoop worden gelezen. De volgende eeuw voert Christoph Ludwig Hoffmann experimenten uit die hij telegrafie noemt. In een brief aan graaf Ludwig, zoon van graaf Karl von Bentheim Steinfurt, staat: “Onder zijn regering heb ik in Burgsteinfurt de telegrafie uitgevonden. In Münster liet ik in 1782 een verkort bericht over deze kwestie drukken, tien jaar voordat de Fransen het aan de wereld bekendmaakten.”

## Optische telegraaf

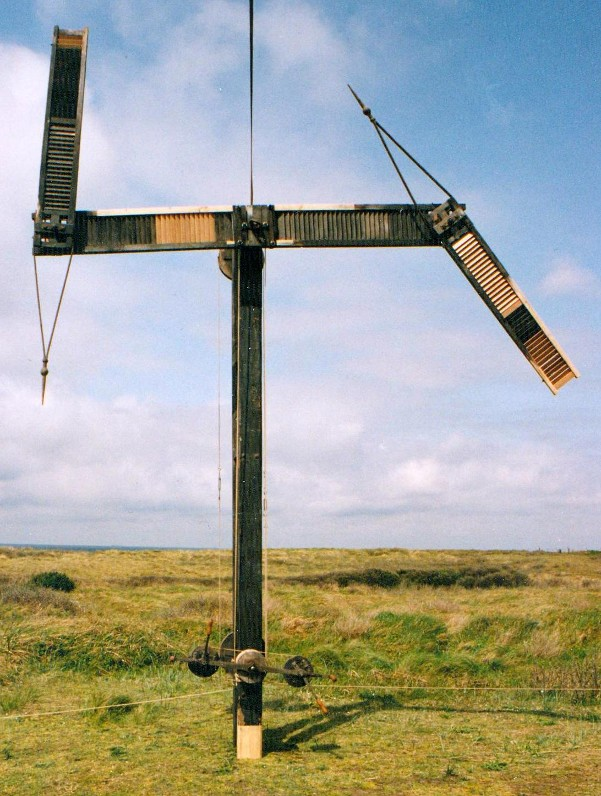
Chappe-telegraaf.

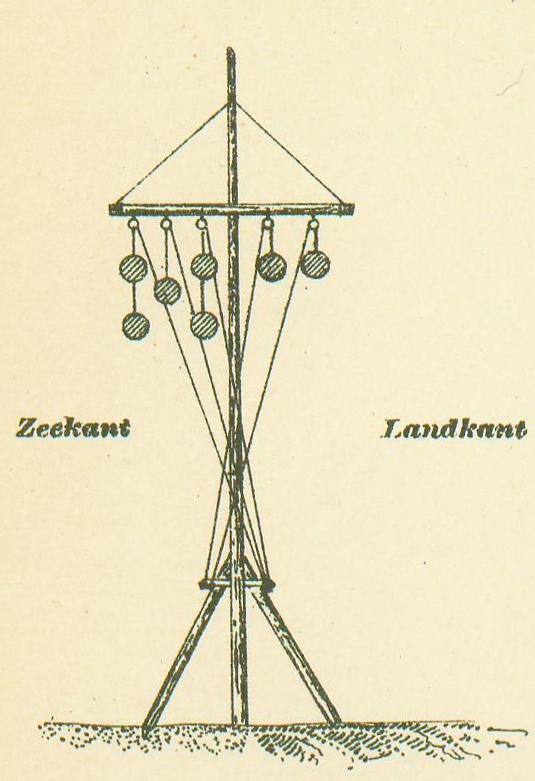
Bataafse kusttelegraaf, ca 1799

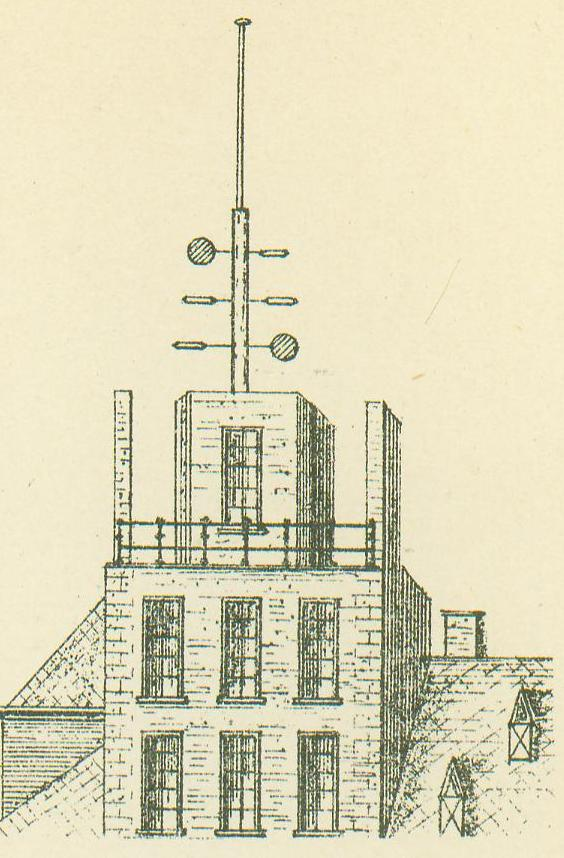
Lipkens' telegraaf.

Tijdens de Franse Revolutie experimenteerde de Fransman Claude Chappe met diverse methoden om snel berichten over grote afstanden door te geven. Zijn telegraafsysteem bestond uit een keten van seintorens op onderlinge afstanden van 10 à 20 km. Een toren bestond uit een rechtopstaande houten constructie, waaraan een scharnierende dwarsbalk was bevestigd met aan  ieder uiteinde een scharnierende vleugel. De bedienende telegrafist had met twee krachtige telescopen zicht op de vorige en volgende toren en stelde de toren die hij bediende in dezelfde stand als de toren die achter hem lag in de richting waarin het bericht moest worden verstuurd. In 1793 werd zijn optische telegraafsysteem tussen Parijs en Rijsel (ca. 220 km) voor het eerst in gebruik genomen. De snelheid waarmee het Chappe-telegraafsysteem werkte was voor die tijd verbluffend. Via de vijftien seinposten deed een bericht er vijftien minuten over. Een koerier te paard had daar minstens een volle dag voor nodig. Uitvinding van de telegrafie betekende daarmee een scheiding tussen transport en communicatie. 
Van veel kerktorens werd de spits verwijderd om er een telegraaf op te kunnen zetten. 
De seinpaal bestond uit een balk ("regulateur") die in vier standen kon worden gezet met aan elk uiteinde een kortere arm ("indicateur") met een contragewicht die in zeven standen kon worden gezet. Dat leverde 4 × 7 × 7, dus 196 verschillende standen op. Hiervan werden er in de praktijk 98 gebruikt. Iedere stand refereerde aan aan bladzij uit een codeboek dat 8464 woorden bevatte, die bestonden uit een stand met de regulateur schuin gevolgd door een stand met de regulateur horizontaal of verticaal.
Alleen de eerste telegrafist moest de codes kennen, de volgende telegrafisten hoefden alleen de stand van de seinarmen van de vorige toren te kopiëren en te controleren of het sein door de volgende toren correct werd overgenomen. Er waren speciale tekens om een fout te melden (als een sein niet goed werd doorgegeven), om de telegrafisten gedurende enige tijd congé te geven (want men liet de telegrafisten niet constant door de telescoop kijken of er een bericht kwam) en om een storing te melden (meestal bij mist). Deze speciale tekens waren bij de telegrafisten wél bekend. De telegrafisten waren vaak mannen die gewond uit het leger waren gekomen. Omdat ze hier al een kleine toeslag voor kregen, hoefden ze niet zoveel loon meer te ontvangen voor het telegrafiewerk. In drukke tijden werkten er, als de overheid het kon betalen, twee mensen op een toestel. De tweede man werkte dan in deeltijd.
Het is onbekend waar de onderdelen van de optische telegraaf precies gemaakt werden. Wel is door een handboekje van een van Chappes broers bekend, dat de onderdelen op de locatie geleverd werden en dat er vaak nog aanpassingen gemaakt moesten worden. Dit gebeurde bijvoorbeeld door de lokale timmerman. De onderdelen werden namelijk met de hand gemaakt en dat gebeurde niet procesmatig.
Tijdens de Europese veroveringen van Napoleon werd de lijn Parijs - Rijsel via Brussel en Antwerpen doorgetrokken tot Amsterdam en de lijn die van Parijs naar het zuiden liep tot Venetië. Er heeft dus kortstondig in 1813 een directe verbinding tussen Amsterdam en de Middellandse Zee bestaan. Na de val van Napoleon kwam er een einde aan de Franse overheersing en werden deze "vijandelijke" communicatielijnen ontmanteld. Kennelijk zag men niet in dat het netwerk nog van nut kon zijn.
De optische telegraaf van Chappe heeft in Frankrijk ruim 50 jaar dienst gedaan en werd met de komst van de elektrische telegraaf rond 1850 verdrongen. In die vijftig jaar was het net dermate geperfectioneerd dat het als een web over geheel Frankrijk lag met Parijs als middelpunt. De totale lengte van het netwerk bedroeg 5000 km en telde ongeveer 500 seintorens.

### Semafoor van Depillon
De telegraaf van Chappe heeft in veel andere landen, gedurende kortere of langere tijd navolging gekregen. Groot-Brittannië en Zweden kenden hun eigen telegraafverbindingen. Ook in Frankrijk zelf ontstonden er alternatieve systemen. Een van de bekendste was ontworpen door de artillerie-officier Depillon. Zijn seinpaal waaraan drie draaibare armen waren bevestigd werd in 1803 door de Franse Marine langs de Franse kust in gebruik genomen en was vooral bedoeld om met schepen te communiceren. Het heeft tot de uitvinding van de radiotelegrafie in de vroege 20e eeuw dienstgedaan.
De Fransen doopten het systeem van Depillon 'Sémaphore' (seindrager) om het te onderscheiden van de 'Télégraphe' van Chappe. Chappe en Depillon, twee concurrenten, hielden zich strikt aan de juiste benamingen voor hun systeem.

### In Nederland
Behalve de kortstondige aanwezigheid van de telegraaf van Chappe van Antwerpen naar Vlissingen en Amsterdam, kende Nederland in de tijd van de Bataafse Republiek (1795–1806) en de daaropvolgende Franse overheersing een kusttelegraaf die zich uitstrekte van Den Helder tot Zeeland. Er waren tussen Texel en Vlissingen 42 seinposten. De hoofdseinpost was die van Scheveningen, vlak bij de regering in Den Haag. Op die manier konden bij een aanval snel troepen naar de plaats van de landing gezonden worden. De Hollandse kusttelegraaf bestond uit een mast met een ra, waaraan bollen gehesen werden. Door op verschillende manieren de bollen op te hangen konden cijfers en letters gevormd worden. De kusttelegrafen konden meteen hun nut bewijzen bij de Engelse landing op de kust bij Callantsoog en Petten. Nadat eerst Vlissingen en later Zeeland onder direct bestuur kwamen, werd hier een semafoor gebruikt. Dit was een variant op de Chappe-telegraaf, in gebruik bij de Franse marine. Deze seinposten dienden om alarm te slaan bij de nadering van vijandelijke schepen.
Tijdens de Belgische Revolutie in 1830 was er opnieuw behoefte aan een snel communicatiesysteem. De regering vroeg Antoine Lipkens een dergelijk systeem te maken. Dit resulteerde uiteindelijk in de telegraaf van Lipkens.

## Elektrochemische telegraaf
De Duitse medicus Samuel Thomas von Sömmerring bouwde in 1809 de eerste elektrochemisch telegraaf, die gebaseerd was op een vroeger, minder betrouwbaar ontwerp uit 1804 van de Catalaanse wetenschapper Francisco Salvá i Campillo.

## Elektrische telegraaf

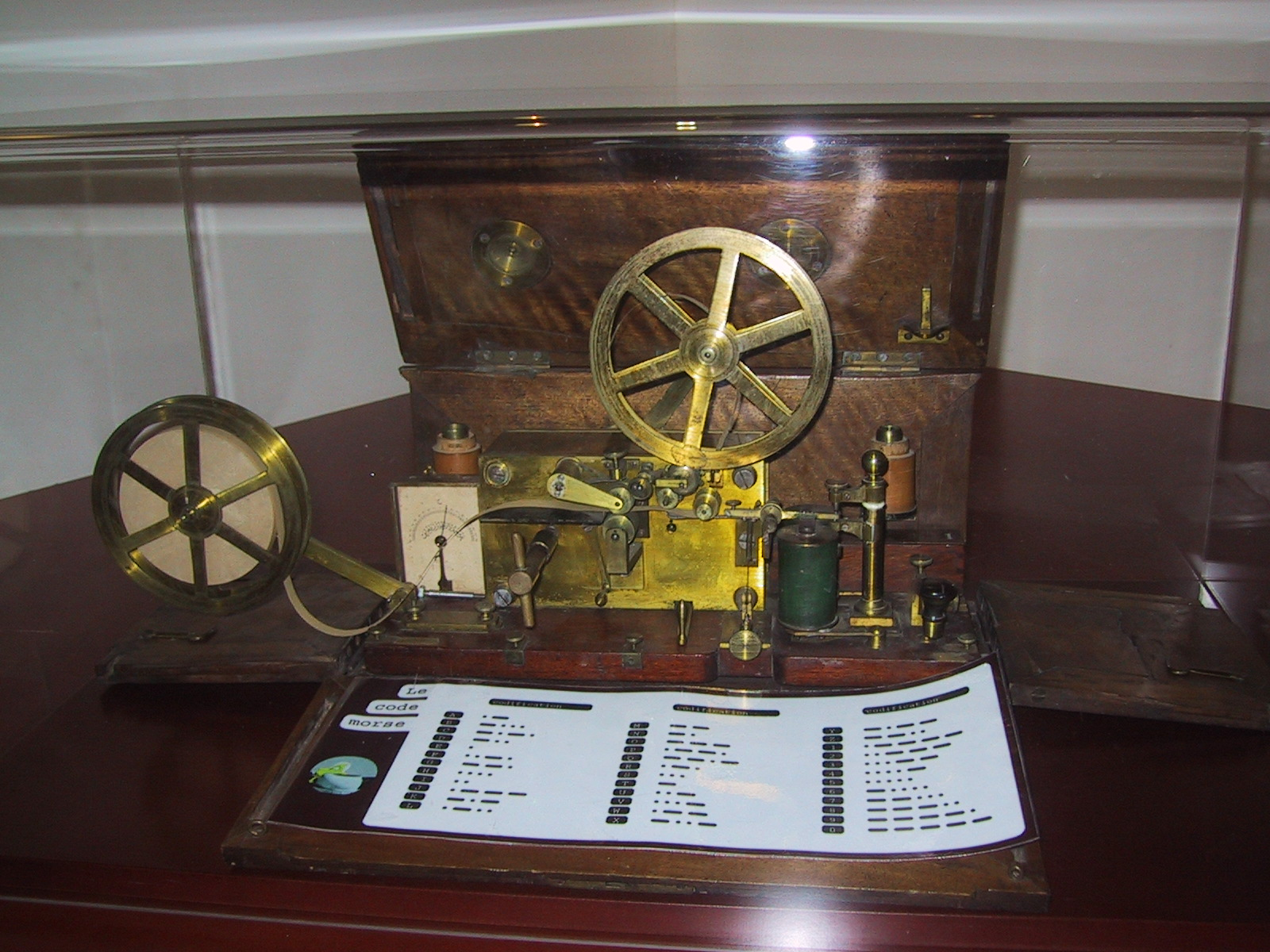
Morsetelegraaf uit 1837.

De elektrische telegrafie kende niet een bepaalde uitvinder maar was het resultaat van een aantal natuurkundige ontdekkingen. De eerste experimenten met elektrische telegrafie dateren van begin 19e eeuw, de geboorte van de elektrische telegraaf wordt meestal rond 1835 geplaatst. Verschillende uitvinders komen rond die tijd met hun versie van het apparaat: in 1836 Dr. David Alter in de Verenigde Staten, in 1837 Sir William Fothergill Cooke en Charles Wheatstone in het Verenigd Koninkrijk en Samuel Morse in de Verenigde Staten.
De eerste Duitse telegraaflijnen werden in 1837 en 1838 opgericht tussen München en Bogenhausen en langs de spoorweg van Nürnberg naar Fürth op initiatief van de natuurkundigen Steinheil, Gauss en Weber. In Duitsland was de belangrijkste stimulans voor verdere aanleg van telegraaflijnen, de militaire behoeften van met name de Pruisische koning. Na de aanleg in 1846 van een experimentele telegraaflijn tussen Berlijn en Potsdam werd in 1848 in opdracht van het Pruisisch Ministerie een telegraaflijn aangelegd van Berlijn naar Frankfurt am Main. In 1848 wordt op de lijn tussen Hamburg en Cuxhaven voor het eerst in Europa gebruik gemaakt van toestellen en codering van Samuel Morse.
In Nederland kwam op 25 mei 1845 de eerste telegrafieverbinding tot stand. Op initiatief en onder leiding van de fabrikant Eduard Wenckebach werd langs de spoorlijn Amsterdam-Haarlem een draadverbinding aangelegd en in bedrijf genomen. De telegraaf die hier werd ingezet was de wijzertelegraaf, vervaardigd in de werkplaats van Wenckebach. Kanaal het Spaame werd overgestoken door het leggen van een ijzeren buis op de bedding met daarin een geïsoleerde koperdraad. De berichten werden met een snelheid van 15 à 28 letters per minuut verzonden. Als energiebron diende aanvankelijk het Daniell-element, vervolgens de in 1841 uitgevonden Bunsen-batterij en later het uit 1866 daterende Leclanché-element.
Opdrachtgever en financier was de Nederlandse regering. In dat jaar werd het denkbeeld geopperd, de telegraaf ook voor anderen open te stellen dan het spoorwegbedrijf. De lijn werd later, na verlenging van de spoorlijn en telegraafkabels, doorgetrokken naar andere plaatsen en de eerste telegram voor particulier gebruik werd in 1847 verstuurd. In mei 1851 werden de eerste telegraafkantoren van de Nederlandse Telegraafmaatschappij geopend waar gebruik werd gemaakt van toestellen en programmering van Morse.

### Staatsbedrijf
Met de bouw van een telegrafiesysteem alleen is betrouwbaar telegraafverkeer niet verzekerd. Daarvoor is een organisatie nodig, er zijn voorschriften nodig voor het telegraafverkeer, en controle op het naleven van deze regels. Bij Koninklijk Besluit van 1847 werd een juridisch kader geschapen waarbinnen particuliere telegraafexploitatie mogelijk was. Voor het oprichten van een telegraaflijn was toestemming van de Koning vereist en de gehanteerde tarieven moesten door hem goedgekeurd worden. Overheidsberichten gingen vóór particuliere berichten en in tijden van oorlog viel het net onder het ministerie van Oorlog. Onder leiding van de liberale minister Thorbecke werd in 1852 door de Nederlandse regering de Rijkstelegraaf opgericht die onder leiding van Wenckebach de wildgroei aan particuliere telegrafielijnen omvormde tot een fijnmazig en samenhangend landelijk netwerk. De Rijkswaterstaatingenieurs Van der Kun en Conrad hielden zich bezig met het aan te stellen personeel, de leveranties, de voorschriften, de regelingen met het buitenland, en met de voortgang van het werk in het algemeen. Den Haag werd het administratieve centrum. Eind 1857 waren alle belangrijke plaatsen in Nederland onderling en met het buitenland, telegrafisch met elkaar verbonden.

### Werking

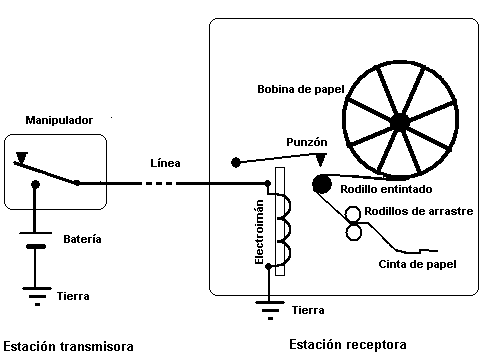
De werking van de elektrische telegraaf

Het principe van de elektrische telegrafie bestond uit twee aspecten. Dat waren afspraken voor de codering tussen verzender en ontvanger, wat wereldwijd al eeuwenlang een beproefd concept was. Nieuw was de communicatietechniek, daar werd een elektrische stroom die door een kabel liep in een bepaald patroon onderbroken en weer ingeschakeld. Een principe dat later ook is toegepast voor de digitalisering en de ontwikkeling van het internet, maar toendertijd revolutionair was. Om gesproken of geschreven tekst via elektrische signalen te versturen werden afspraken gemaakt voor het omzetten van letters en tekens naar signalen, dat waren combinaties van elektrische stroomstootjes. De gecodeerde signalen werden bij het station van ontvangst door de telegrafist op schrift gesteld en dat kon als telegram worden bezorgd bij de geadresseerde.
Om letters in patronen om te zetten (en omgekeerd) waren er verschillende codes, waarvan de bekendste en meest gebruikte de Morsecode was. Bij deze vorm van telegrafie zet de telegrafist handmatig de letters van de tekst om in elektrische impulsen met behulp van een seinsleutel. Aan de ontvangende kant worden deze signalen dan vaak hoorbaar gemaakt, zodat een telegrafist de codes weer in letters kan omzetten. Uit de Tweede Wereldoorlog werd de combinatie kort-kort-kort-lang voor de letter V (van victory) beroemd waarmee de radiouitzendingen van de BBC begonnen. Een ander systeem is de wijzertelegraaf: de zender stelt met een wijzerplaat een letter in. Dit wordt dan automatisch vertaald in een aantal elektrische impulsen, die aan de kant van de ontvanger ervoor zorgen dat een naald de juiste letter aanwijst. Met dit systeem hoeft men geen Morsecode te kennen. Een andere alternatieve vorm is de naaldtelegraaf: hierbij wordt geen draaischijf gebruikt om letters in te stellen of af te lezen, maar een of meer naalden. Bij sommige versies moet voor het instellen en aflezen worden gekeken naar de stand van de naalden, zoals bij het Franse systeem van Foy en Breguet, dat feitelijk de signaalvormen van de optische Chappe-telegraaf reproduceert, of de telegraaf met vijf naalden van Cooke en Wheatstone. Andere naaldtelegrafen maakten gebruik van (een aantal) uitwijkingen (impulsen) naar links of rechts van een of meer naalden, zoals de telegraaf met één naald van Cook en Wheatstone.
De elektrische telegraaf vereiste lange-afstandslijnen, die veelal langs het toen moderne transportmiddel, de spoorweg, waren aangelegd.
De uitvinding van de telegraaf bracht in de 19e eeuw een omwenteling doordat het mogelijk werd op grote afstand met elkaar te communiceren. Diplomatiek verkeer tussen regeringen en berichten tussen militaire eenheden in oorlog vereiste niet langer aanzienlijke reistijden. Het zakenverkeer werd minder plaatsgebonden, omdat opdrachten tot koop en verkoop over grote afstanden gegeven konden worden. Ook de meteorologie profiteerde ervan, omdat het mogelijk werd de weerstoestand op veel plaatsen met elkaar te vergelijken. Daardoor werd het mogelijk enige voorspellingen te doen. Voor de spoorwegen betekende de telegraaf een enorme verbetering voor de communicatie tussen stations en daarmee voor de veiligheid.

### Overzeese telegrafie

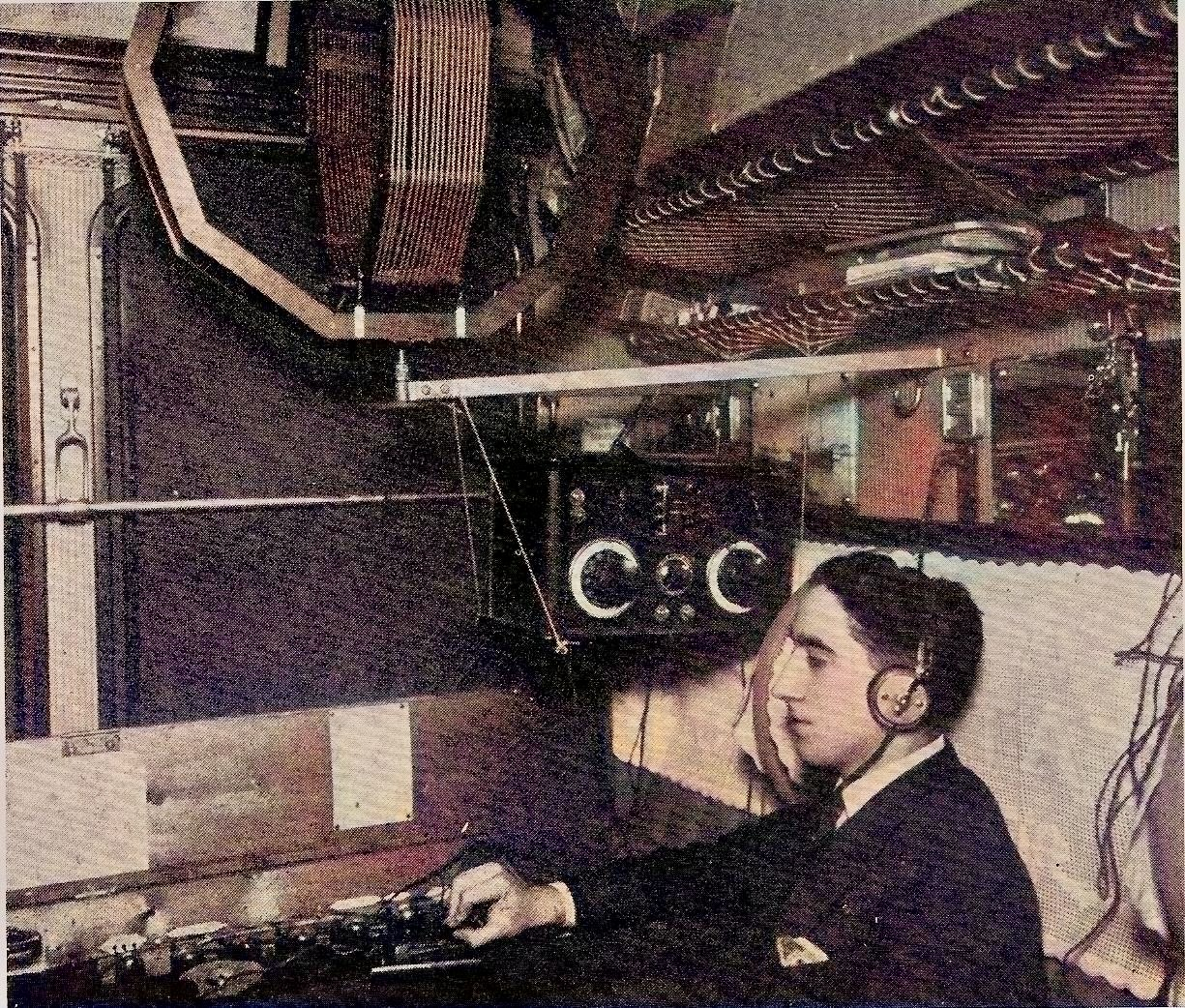
Marconist aan het werk.

De eerste telegrafieverbinding via zee kwam in 1850 tot stand tussen Dover en Calais. Na een mislukte poging lukte het de broers Jacob en John Watkins Brett om een telegrafiekabel op de bodem van het Kanaal te leggen. De aanleg van een trans-Atlantische telegraafkabel mislukte enkele malen; in 1858 functioneerde korte tijd een verbinding tussen Ierland en Canada en in 1866 wist men een duurzame verbinding tot stand te brengen.

### Draadloze telegrafie
Aanvankelijk vereiste de telegrafie een draadverbinding tussen de zender en de ontvanger, maar verscheidene onderzoekers experimenteerden met technieken om aan die beperking te ontkomen. Zo ontwikkelde Granville T. Woods in 1885 de inductietelegrafie. Hierdoor konden bewegende railvoertuigen met elkaar en/of een vast station communiceren, mits deze in de onmiddellijke nabijheid lagen aangezien magnetische inductie niet ver reikt. Rond dezelfde periode was Guglielmo Marconi bezig met de ontwikkeling van draadloze telegrafie – ofwel het versturen van signalen via radiogolven. In 1896 gaf hij met succes een demonstratie in Londen, in 1899 wist hij het Kanaal te overbruggen en in 1901 verzond hij als eerste een morsebericht draadloos over de Atlantische Oceaan.
Ook voor de koloniale rijken was dit een belangrijke uitvinding omdat het nu mogelijk werd direct verbinding te maken tussen bijvoorbeeld de Nederlandse regeringszetel Den Haag en de hoofdstad van Nederlands-Indië, Batavia. Ook speelde Marconi's apparatuur een uiterst belangrijke rol bij de redding van schipbreukelingen, zoals bij de ondergang van de RMS Titanic.

## Neergang en afschaffing van de telegrafie
De uitvinding van de telefonie eind 19e eeuw deed het belang en de invloed van de telegraaf afnemen.
In de jaren 1950, ten tijde van de opkomst van de telex, werd dit laatste netwerk gebruikt voor het overseinen van telegrammen, gebruikmakend van de standaard F.31 van de ITU.
Met de opkomst van e-mail en fax zijn oudere vormen van telegrafie goeddeels in onbruik geraakt. Jarenlang werd de telegraafdienst vrijwel alleen nog gebruikt voor felicitaties. Het verzenden van een telegram is in Nederland via KPN niet meer mogelijk: in 2001 heeft Telegram.nl de dienst overgenomen. In België verzorgde Belgacom nog lang de telegramdienst. In 2010 werden nog 63.000 telegrammen verstuurd. Tot in de jaren negentig werd door Scheveningen Radio in IJmuiden telegrafie gebruikt, voor contact met de scheepvaart.
Op 29 december 2017 stopte Proximus met het verzenden en ontvangen van telegrammen in België. In Frankrijk zette men de telegrafiediensten stop op 30 april 2018. In Duitsland werden de laatste telegrammen door Deutsche Post verstuurd op 31 december 2022.

## Trivia
- In de roman Le Comte de Monte-Cristo van Alexandre Dumas père wordt verteld dat de 'graaf' een telegrafist omkoopt om een vals bericht door te geven aan Parijs aan de hand van een papier met drie uitgerekende seinen. De telegrafisten kenden de code immers niet.